# 大安森林公園

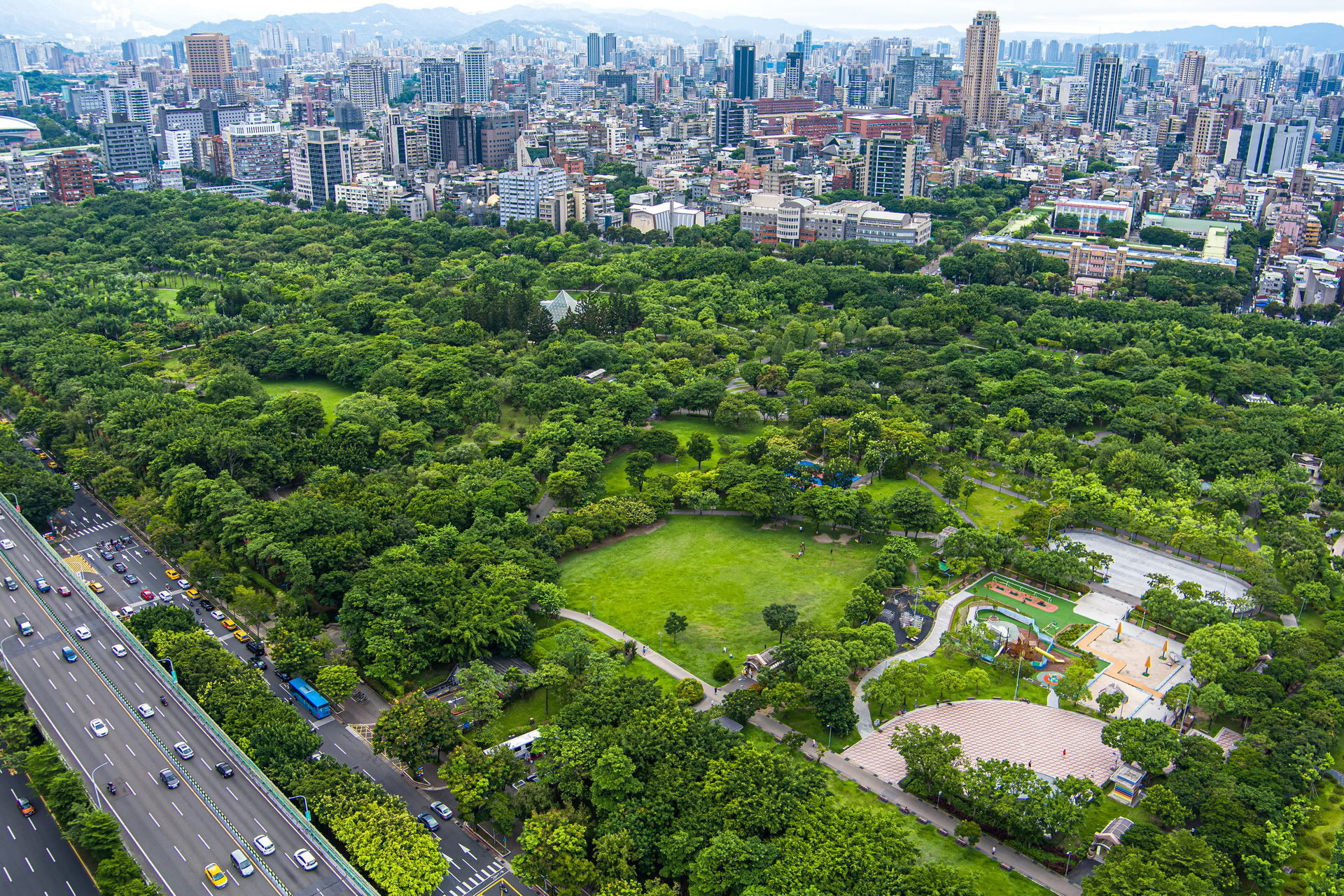
大安森林公園俯瞰

大安森林公園（だいあんしんりんこうえん、英語: Da'an Forest Park）は台湾台北市大安区にある公園である。四囲は南が和平東路、北が信義路、西が新生南路、東が建国南路に接し、面積は26 ヘクタール。

## 交通アクセス
台北捷運淡水線の大安森林公園駅